# Coloració disruptiva

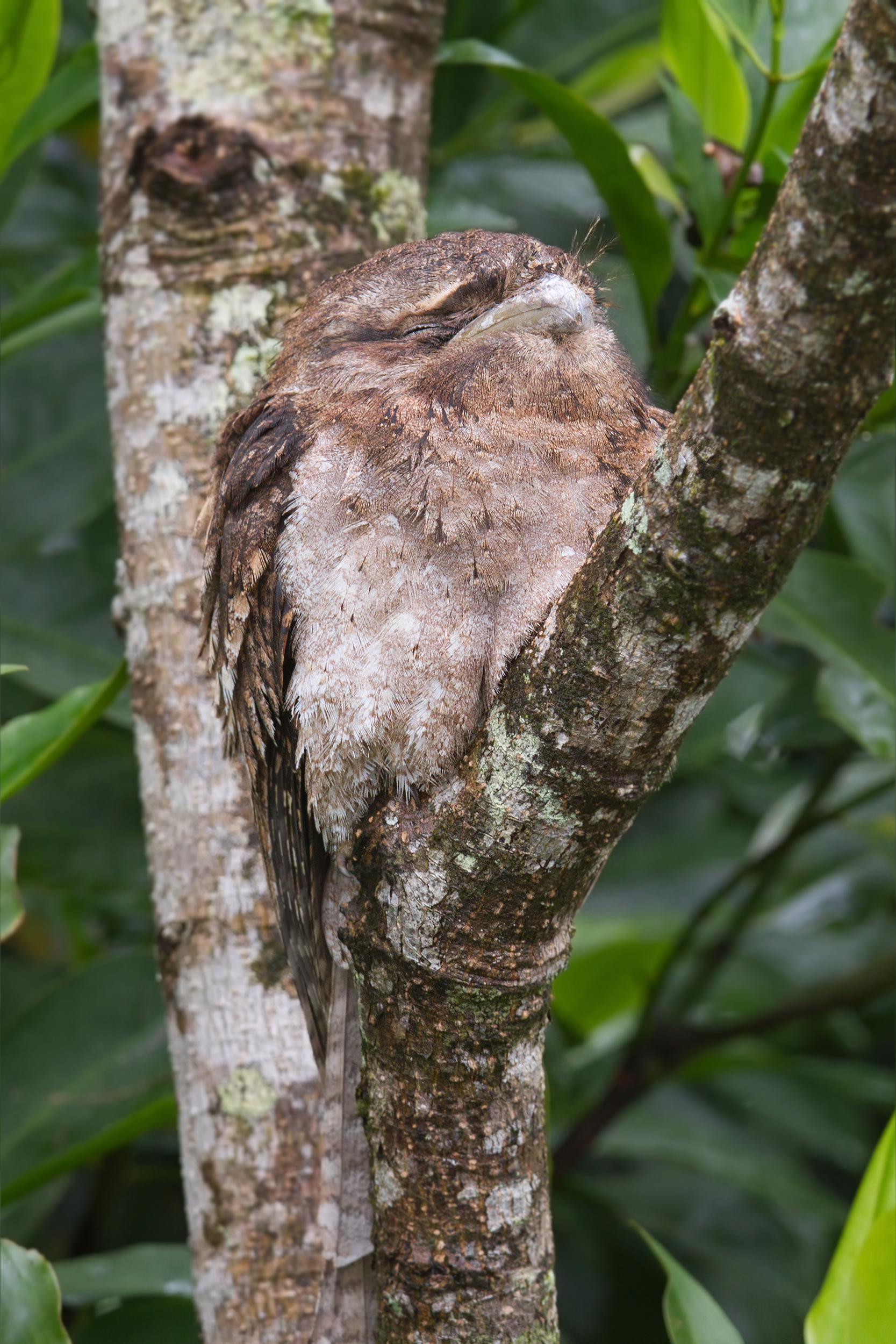
Podarg de Nova Guinea (Podargus papuensis), amb el contorn alterat pel plomatge i l'ull amagat en una franja.

La coloració disruptiva (o patró disruptiu) és una forma de camuflatge que consisteix a dissoldre (difuminar) els contorns d'un animal, soldat o vehicle militar mitjançant un patró de contrast elevat. Se sol combinar amb altres mètodes de cripsi com ara la combinació de colors del fons o la contrail·luminació. Malgrat que el mètode de la combinació de colors amb el fons funciona millor per un fons únic, la coloració disruptiva és una estratègia més efectiva en situacions que un animal o vehicle militar pot tenir més diversitat de fons.
La importància dels patrons d'alt contrast per una disrupció exitosa fou predita en termes generals per l'artista Abbott Thayer el 1909, i explícitament pel zoòleg Hugh Cott el 1940. Recerca experimental més tardana ha començat a confirmar tals prediccions. Els patrons disruptius funcionen millor quan tots els seus components combinen amb el fons.
A la inversa, animals verinosos o de gust desagradable que avisen de la seva presència amb una coloració vistosa (aposematisme) utilitzen patrons que emfatitzen, i no pas divideixen, els seus contorns. Per exemple, les mofetes, les salamandres i les papallones monarca tenen patrons d'alt contrast que pretenen mostrar els seus contorns.